# Discographie des Ting Tings
 (décembre 2024).
Si vous disposez d'ouvrages ou d'articles de référence ou si vous connaissez des sites web de qualité traitant du thème abordé ici, merci de compléter l'article en donnant les références utiles à sa vérifiabilité et en les liant à la section « Notes et références ».
Cette page présente la discographie détaillée du groupe The Ting Tings.
Le groupe a sorti quatre albums studio, trois EP, dix singles, et quatorze clip video. 
Le groupe a signé sur un label indépendant Anglais Switchflicker Records en 2006, et leur premier single Fruit Machine est sorti en édition limitée l'année suivante. Après leur apparition au festival de Glastonbury en 2007, les Ting Tings ont signé avec Columbia Records. 
Le premier album We Started Nothing est sorti le 19 mai 2008. L'album a été certifié disque de platine au Royaume-Uni et disque d'or en Australie et a été vendu à plus de deux millions de copies, avec près de quatre millions de singles dans le monde. Le troisième single That's Not My Name a été classé numéro 1 au Uk Singles Chart le 18 mai 2008. En Australie, la chanson a été classée numéro 8 des charts, et aux États-Unis, le single Shut Up and Let Me Go a été classé numéro 1 au Billboard Hot Dance Club Songs charts.
Ils ont sorti quatre singles sur le label Columbia Records, incluant le single That's Not My Name.

## Albums Studio
| Année | Album                     | Charts | Charts | Charts | Charts | Charts | Charts | Charts | Certifications | Certifications |
| Année | Album                     | ALL    | AUS    | FRA    | NZ     | SUI    | UK     | US     | AUS            | UK             |
| ----- | ------------------------- | ------ | ------ | ------ | ------ | ------ | ------ | ------ | -------------- | -------------- |
| 2008  | We Started Nothing        | 59     | 22     | 21     | 20     | 28     | 1      | 78     | Or             | Platine        |
| 2012  | Sounds from Nowheresville | 53     | 51     | 59     | —      | 10     | 23     | 87     |                |                |
| 2014  | Super Critical            |        |        |        |        |        |        |        |                |                |
| 2018  | The Black Light           |        |        |        |        |        |        |        |                |                |
| 2025  | Home                      |        |        |        |        |        |        |        |                |                |

## EPs
| Année | Album |
| ----- | --- |
| 2008  | iTunes Live: London Festival '08 - Sortie: 26 août 2008 - Label: Sony BMG - Formats: Digital                             |
| 2008  | Live from SoHo (non sorti sur Itunes France) - Sortie: 13 septembre 2008 - Label: Sony BMG - Formats: Digital            |
| 2008  | Live at Lollapalooza 2008 (non sorti sur Itunes France) - Sortie: 30 septembre 2008 - Label: Sony BMG - Formats: Digital |

Les trois EP sont sortis exclusivement sur Itunes.

## Singles
| Année | Single                          | Charts | Charts | Charts | Charts | Charts | Charts | Charts | Certifications | Certifications | Certifications | Album                     |
| Année | Single                          | ALL    | AUS    | FRA    | NZ     | SUI    | UK     | US     | AUS            | UK             | US             | Album                     |
| ----- | ------------------------------- | ------ | ------ | ------ | ------ | ------ | ------ | ------ | -------------- | -------------- | -------------- | ------------------------- |
| 2007  | Fruit Machine (Edition Limitée) | —      | —      | —      | —      | —      | —      | —      |                |                |                | We Started Nothing        |
| 2008  | Great DJ                        | —      | 52     | 48     | —      | —      | 33     | —      |                |                |                | We Started Nothing        |
| 2008  | That's Not My Name              | 42     | 8      | 10     | 59     | 56     | 1      | 39     | Platine        | Argent         | Platine        | We Started Nothing        |
| 2008  | Shut Up and Let Me Go           | 43     | 44     | 1      | 65     | 48     | 6      | 55     |                |                | Or             | We Started Nothing        |
| 2008  | Be the One                      | —      | —      | —      | —      | —      | 28     | —      |                |                |                | We Started Nothing        |
| 2009  | We Walk                         | —      | —      | 50     | 73     | —      | 58     | —      |                |                |                | We Started Nothing        |
| 2010  | Hands                           | —      | 57     | 68     | —      | 70     | 29     | —      |                |                |                | Sounds from Nowheresville |
| 2011  | Hang It Up                      | —      | —      | —      | —      | —      | 124    | —      |                |                |                | Sounds from Nowheresville |
| 2012  | Silence                         | —      | —      | —      | —      | —      | —      | —      |                |                |                | Sounds from Nowheresville |
| 2012  | Hit Me Down Sonny               | —      | —      | —      | —      | —      | —      | —      |                |                |                | Sounds from Nowheresville |
| 2014  | Wrong Club                      | —      | —      | —      | —      | —      | —      | —      |                |                |                | Super Critical            |
| 2014  | Do It Again                     | —      | —      | —      | —      | —      | —      | —      |                |                |                | Super Critical            |